# Tarab Abdul Hadi
Tarab Abdul Hadi, en arabe : طرب عبد الهادي, ou Tarab Abd al-Hadi, née en 1910 à Jénine (Empire ottoman), est une militante pour la défense des droits des femmes palestiniennes. En 1929, elle co-organise le Congrès des femmes arabes palestiniennes (PAWC), première organisation féminine en Palestine sous mandat britannique. Elle est également une membre active du groupe qui découle de ce congrès, l'Association des femmes arabes.

## Activisme politique
Tarab Abdul Hadi est l'épouse d'Awni Abd al-Hadi, qui est lui-même très actif en politique et fondateur d'Al-Fatat, il devient un membre éminent du Parti de l'indépendance. Tarab Abdul Hadi et d'autres femmes appartenant à des familles importantes de Jérusalem, créent le Congrès des femmes arabes palestiniennes, afin d'affirmer leur opposition à la présence sioniste en Palestine et leur soutien à la lutte nationale pour l'indépendance.
La première réunion de la PAWC a lieu à son domicile, à Jérusalem, le 26 octobre 1929 : l'événement est annoncé comme étant le premier où les Palestiniennes entrent dans l'arène politique. Tarab Abdul Hadi devient l'une des quatorze membres du comité exécutif du PAWC, issues principalement de grandes familles de Jérusalem (comme les al-Husseini, les Alamis, les Nashashibis (en) et les Budeiris). Outre l'écriture de lettres et de télégrammes pour sensibiliser le public à la situation palestinienne, le PAWC s'est également engagé dans la défense des prisonniers, essayant de faire raccourcir les sévères peines de prison qui les visaient, en faisant appel aux autorités britanniques et en recueillant des fonds pour soutenir leurs familles.